# Estádio Municipal Eng.º Manuel Branco Teixeira
41° 45′ 02″ N, 7° 27′ 54″ O
O Estádio Municipal Eng.º Manuel Branco Teixeira é um estádio multiusos em Chaves, Portugal. Com capacidade capacidade para 8 400 pessoas, atualmente é usado principalmente para jogos de futebol do GD Chaves.
O estádio recebe por vezes os jogos das categorias de base das seleções nacionais de Portugal e também alguns jogos da seleção nacional sub-21, tendo já recebido 2 jogos da seleção principal, a última das quais no jogo de estreia de Cristiano Ronaldo pela Seleção Nacional de Portugal frente ao Cazaquistão em agosto de 2003.
A 14 de agosto de 2017, é inaugurada a mais recente obra de renovação que advém da demolição do peão sul para a construção no seu lugar de uma nova bancada totalmente coberta mais próxima do retângulo de jogo e com capacidade para cerca de 3 mil espectadores bem como a colocação de cobertura na pequena bancada nascente onde se situam os bancos de suplentes. Neste jogo foi batido o recorde de espectadores com 8 480 pessoas após a limitação a apenas lugares sentados.
O GD Chaves pretende no futuro fazer o mesmo na bancada topo norte onde ficam os adeptos visitantes pois neste momento apresenta poucas condições de estar e visualização do jogos.

## Seleção portuguesa de futebol
As seguintes partidas da seleção nacional foram realizadas no estádio.
| #  | Data                 | Resultado | Adversário    | Competição |
| -- | -------------------- | --------- | ------------- | ---------- |
| 1. | 2 de junho de 2000   | 3–0       | País de Gales | Amigável   |
| 2. | 20 de agosto de 2003 | 1–0       | Cazaquistão   | Amigável   |